# HMS Anne (1654)
La HMS Anne era un vascello di terza classe della classe Speaker da 52 cannoni. Primo vascello ad essere denominato HMS Anne.

## Storia
Varato nel 1654 come Bridgewater per la marina del Commonwealth d'Inghilterra a Deptford. fu denominato Bridgewater in onore della vittoria dei repubblicani nell'assedio di Bridgwater (1645). Il 19 settembre 1656 nel corso della battaglia di Cadice la Bridgewater e la Speaker impegnarono in combattimento il galeone spagnolo Nuestra Señora de la Popa y San Francisco Javier costringendolo ad autoaffondarsi pur di non essere catturato.
Dopo la Restaurazione inglese degli Stuart nel 1660 la Bridgewater fu ridenominata HMS Anne in onore della duchessa di York Anne Hyde, prima moglie del re Giacomo II d'Inghilterra.
La nave fu accidentalmente fatta saltare in aria nel 1673.
Una nuova HMS Anne fu ricostruita nel 1678 a Chatham Dockyard in base al programma di costruzione del 1677.